# グッドウッド・パーク・ホテル
グッドウッド・パーク・ホテル（Goodwood Park Hotel）はシンガポールの高級ホテルで、ラッフルズ・ホテルとならぶ伝統的なコロニアルホテルである。

## 歴史

### 前身

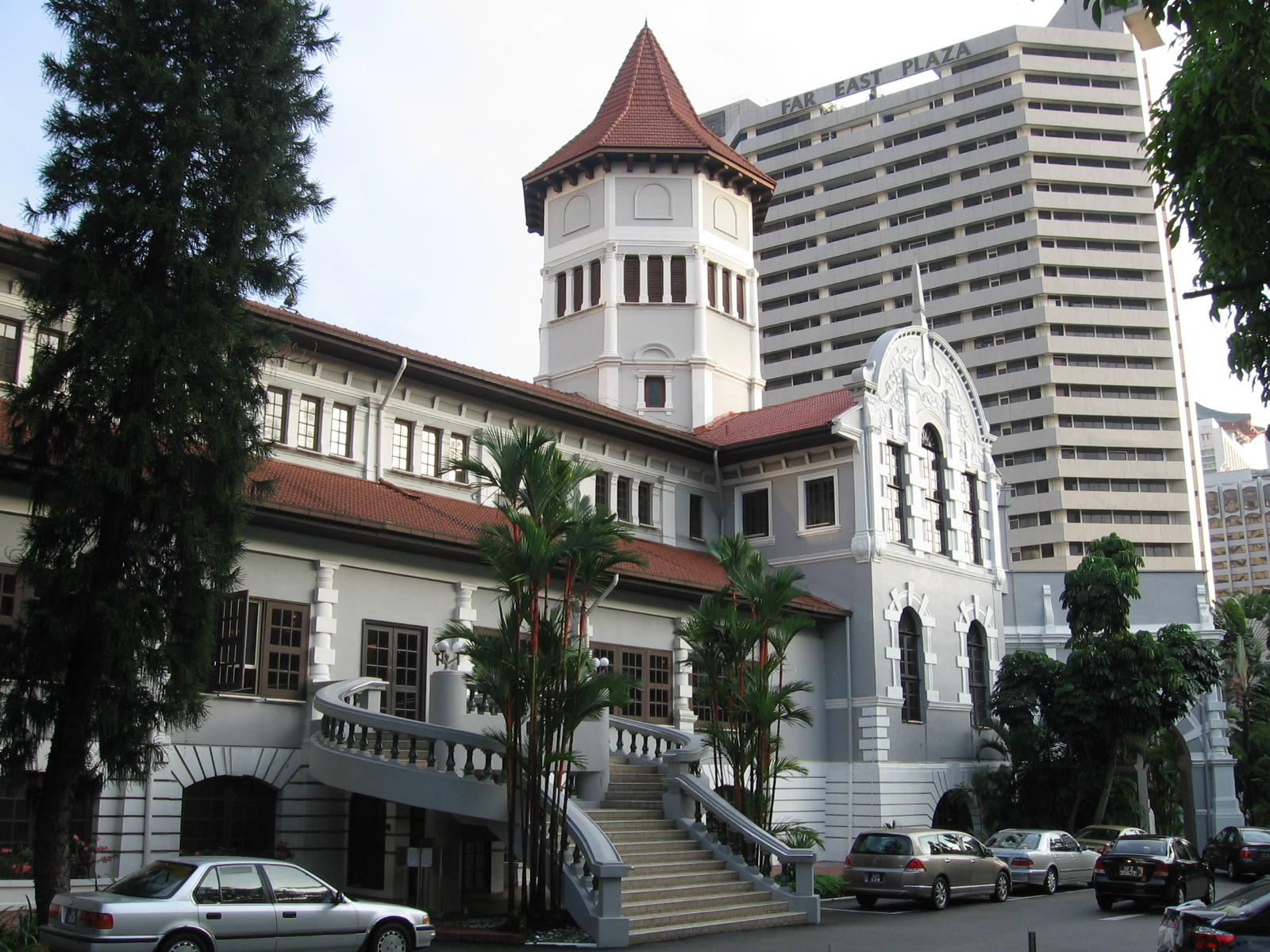
外観

グッドウッド・パーク・ホテルは、イギリスの植民地であったシンガポール在住のドイツ人の社交クラブ「チュートニア・クラブ」として1900年に開業した。その後、第一次世界大戦の影響でシンガポール在住のドイツ人は「敵国人」として扱われ、建物は没収された。
この建物は1918年に競売にかけられ、カルカッタで貿易商をしていたユダヤ人のマナッセ兄弟が買い取り、「グッドウッド・パーク競馬場」の名に因んで「クラブ・グッドウッド・ホール」と名付けられ1922年2月に開業、結婚式場や映画館、ダンスホールなどとして使用された。

### ホテル開業
後に、シンガポールにホテル不足が生じたため、1929年4月にホテルとして生まれ変わり、「グッドウッド・パーク・ホテル」と名付けられた。当時「ブルネイ・スイート（現ローズ・マリー・スイート）」は「スエズより東で最も美しい部屋のひとつ」と称された。

### 「水交社」
第二次世界大戦が勃発し、1942年1月に日本軍がシンガポールを占領しイギリス軍を放逐すると、名称を「海軍水交社」に改名し、大日本帝国海軍高官の事務所兼宿泊施設として利用され、一般向けのホテルとしての営業を休止した。なお、海軍水交社当時は帝国ホテルが運営に携わった。

### ホテル再開
1945年9月に第二次世界大戦が終戦した後、多くの人たちの要望によりマナッセ兄弟の遺族が再び取得し、1947年にホテルとしての営業が復活した。

### 経営権移譲
1963年には、ホテルがマラヤン・バンキング・グループ（Malayan Banking Group、通称：メイバンク・グループ/Maybank Group）に売却され、マナッセ一族の手から離れた。1978年には大規模な改装を行い、その後も改装を重ねる。

### 現在
1989年3月23日には、建物がシンガポールの歴史的建造物に指定された。かつてプリファード・ホテル・グループに加盟していた。

## 特徴
客室数は235室で、シンガポールの最高級ホテルの中でラッフルズ・ホテルの次に少ない。一番下のグレードであるデラックスで約44平方メートルと広さも十分。プールサイド・スイートとデラックス・プールサイド・スイートは部屋から直接プールに行くことができる。最寄り駅であるMRTのオーチャード駅まで約5分で行くことができるため、街歩きなどに便利である。
2009年には日本人向けのサービス「グッドウッド・パーク・ホテル ジャパンコンシェルジュデスク」が開設された。

## 施設

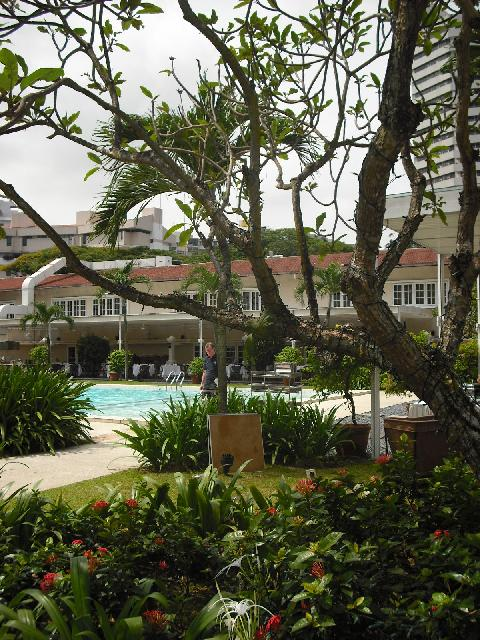
メインプールのプールサイド

- ゴードングリル(Gordon Grill)　西洋料理
- コーヒーラウンジ(Coffee Lounge)　西洋料理、ローカル料理
- レスプレッソ(L'Espresso)　カフェ、ハイティー
- 岷江川菜館(Min Jiang)　中華料理
- ハイランドバー(Highland Bar)　バー
- デリ(Deli)　クッキーとケーキ
- 達屋(Tatsuya Japanese Restaurant)　日本料理
- しまレストラン(Shima Restaurant)　日本料理
- アスパラ(The Aspara)　スパ
- プール　屋外に2か所、メインプールとメイフェアプール

など

## その他

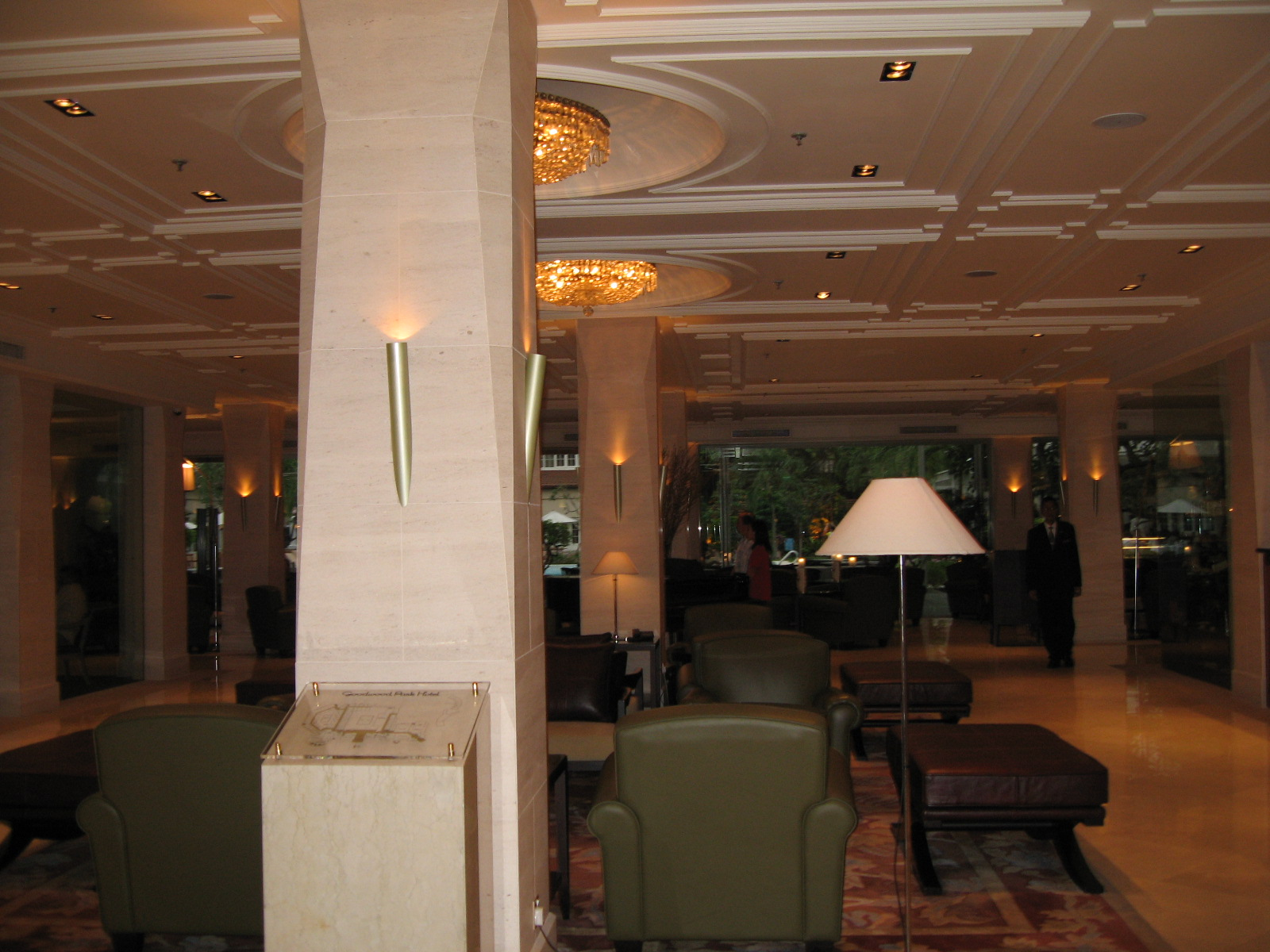
ロビー。この写真の後方にハイティーでおなじみのレスプレッソがある

- メインストリートのオーチャードロードの近くの大通り、スコッツ・ロード沿いにあり、多くのショッピングモールやホテル、オフィスビルと隣接するとは思えないほど、ホテル内は喧騒や雑踏とは無縁の静粛を保っている。
- とんがり屋根を持つ外形はドイツ、ライン川沿いの城をイメージしたものである。
- スイートルームのひとつであるローズ・マリー・スイートは「スエズより東で最も美しい部屋のひとつ」呼ばれており、多くの要人の利用がある。また、ローズ・マリー・スイートでの結婚式パッケージも催行されている。
- 同じくスイートルームのひとつであるパークレーン・スイートは、とんがり屋根のある建物とは別の建物の中にあるため、とんがり屋根のある建物に宿泊したい人は注意が必要。
- 2005年からハイティーのメニューに加えられた、フランス製高級ダークチョコレートを使用したチョコレート・ファウンテンは人気が高い。
- グッドウッド・パーク・ホテルはドリアンを使用した菓子で有名。毎年3月に「ドリアン・フィエスタ」(Durian Fiesta)が開催され、デリでドリアンを使用したケーキや焼き菓子を特集して販売している。ちなみにドリアンを使用した菓子で一番の人気は、薄皮の中にドリアンムースが詰まった「ドリアンパフ」である。
- このページの右上に掲載されている写真で筆記体で表示されたGoodwood Parkの文字は、現在、大文字の活字体で表示されている（大文字の活字体で表示されたGoodwood Parkの文字）。
- 同じ敷地内にあるの4つ星ホテルであるヨークホテル（York Hotel）は、グッドウッド・パーク・ホテルが運営しているホテルである。